# Паздзерский, Владимир Андреевич
Владимир Андреевич Паздзерский (25 апреля 1934 года, Ташкент — 3 сентября 2004, Ташкент) — советский и узбекский физик.

## Биография
Владимир Андреевич Паздзерский родился 25 апреля 1934 года в Ташкенте. Его отца, закончившего Ленинградский Институт Восточных языков, в тридцатые годы направили на работу в Среднюю Азию.
Владимир Андреевич учился в школе № 50, которую он окончил с золотой медалью. Его с раннего возраста влекли к себе звезды, и поэтому Паздзерский после окончания учебы в школе поступил на физико-математический факультет САГУ, на кафедру астрономии. Однако, когда Владимир Андреевич учился еще на третьем курсе, кафедру астрономии закрыли, и тогда он перешел на кафедру теоретической физики, которую блестяще закончил. Ему было предложено остаться на кафедре в должности ассистента.
В 1961 году В. А. Паздзерский и его друг и коллега — Хатам Вахидович Валиев, как молодые и перспективные специалисты были направлены в Москву для прохождения стажировки в Физическом институте Академии Наук (ФИАНе) СССР. Здесь они слушали доклады на знаменитом семинаре Льва Давидовича Ландау, а также посещали другие семинары по физике и искали себе руководителей для научной работы. Владимир Андреевич нашел себе научного руководителя в лице известного теоретика В. Я. Файнберга. Первые работы В. А. Паздзерского под руководством В. Я. Файнберга были посвящены актуальной в то время проблеме взаимодействия пионов с дейтронами и фоторождению пионов.
Свои научные теоретические исследования в этой области физики Владимир Андреевич проводил без отрыва от работы на кафедре теоретической физики ТашГУ в качестве преподавателя. В 1962 году на ученом совете в ФИАНе (Москва) на основе этих исследований им была защищена диссертационная работа на соискание учёной степени кандидата физико-математических наук.
В 1993 году В. А. Паздзерский на специализированном совете по теоретической физике ТашГУ успешно защитил диссертацию на соискание ученой степени доктора физико-математических наук.
На кафедре теоретической физики ТашГУ Владимир Андреевич читал практически все современные курсы по специализации теоретической физики. Он был блестящим лектором, с тонким чувством юмора и глубоким пониманием читаемого студентам предмета. Особенно стоит отметить, что он читал курс квантовой механики на физическом факультете ТашГУ на протяжении более 40 лет. Его отличали глубокий вдумчивый подход к своему делу, широчайшая эрудиция, ясная грамотная речь и очень доброе отношение к своим слушателям — студентам-физикам. Его лекции никогда не оставляли равнодушными студентов физфака, поэтому к нему всегда тянулись студенты вплоть до его последних дней.
На кафедре теоретической физики Ташкентского университета он создал свою научную школу. Всю свою сознательную жизнь Владимир Андреевич Паздзерский посвятил развитию теоретической физики в Узбекистане и подготовил много специалистов, которые в настоящее работают как в Узбекистане, так и по всему миру, далеко за пределами Узбекистана.
За свой многолетний и плодотворный труд по воспитанию подрастающего поколения физиков Узбекистана он в 1997 году был удостоен правительственной награды Узбекистана — «Заслуженный наставник молодежи Республики Узбекистан».
Умер Владимир Андреевич Паздзерский 3 сентября 2004 в Ташкенте и похоронен в Ташкенте на Боткинском кладбище.